# A Kind of Hush
A Kind of Hush – siódmy studyjny album w dyskografii duetu The Carpenters. Ukazał się nakładem wytwórni A&M Records w maju 1976 pod numerem katalogowym SP 4581. Najwyższą pozycją jaką zajmował album na UK Albums Chart w Wielkiej Brytanii było miejsce 3. Natomiast na liście Billboard 200 dotarł do pozycji 33. W samych Stanach Zjednoczonych sprzedano go w nakładzie ponad 500 tys. egzemplarzy uzyskując status złotej płyty. Na płycie znajdują się m.in. cover zespołu Herman’s Hermits „There’s a Kind of Hush”, „I Need to Be in Love”, cover Neila Sedaki „Breaking Up Is Hard to Do” oraz „Can't Smile Without You”.

## Lista utworów
źródło:
Strona A
| 1. | „There’s a Kind of Hush” (Les Reed, Geoff Stefhens)                  | 2:57  |
|    |                                                                      |       |
| 2. | „You” (Randy Edelman)                                                | 3:52  |
|    |                                                                      |       |
| 3. | „Sandy” (Richard Carpenter, John Bettis)                             | 3:42  |
|    |                                                                      |       |
| 4. | „Goofus” (William Harold, Gus Kahn, Wayne King)                      | 3:09  |
|    |                                                                      |       |
| 5. | „Can’t Smile Without Eou” (Chris Arnold, David Martin, Geoff Morrow) | 3:28  |
|    |                                                                      |       |
|    |                                                                      | 17:08 |
|    |                                                                      |       |
Strona B
| 1. | „I Need to Be In Love” (Richard Carpenter, John Bettis, Albert Hammond) | 3:47  |
|    |                                                                         |       |
| 2. | „One More Time” (Lewis Anderson)                                        | 3:32  |
|    |                                                                         |       |
| 3. | „Boat to Sail” (Jackie De Shannon)                                      | 3:31  |
|    |                                                                         |       |
| 4. | „I Have You” (Richard Carpenter, John Bettis)                           | 3:27  |
|    |                                                                         |       |
| 5. | „Breaking Up Is Hard to Do” (Neil Sedaka, Howard Greenfiels)            | 2:35  |
|    |                                                                         |       |
|    |                                                                         | 16:52 |
|    |                                                                         |       |

## Twórcy
- Kierownictwo artystyczne – Roland Young
- Inżynier dźwięku – Ray Gerhardt
- Asystent inżyniera dźwięku – Dave Iveland
- Mastering – Frank DeLuna
- Zdjęcia – Ed Caraeff
- Współproducent, wokal – Karen Carpenter
- Producent, aranżacja, orkiestracja, wokal – Richard Carpenter

## Single

### There's a Kind of Hush
- Singiel 7” wydany w USA w 1976 przez A&M Records – (A&M 1800)

1. „There's a Kind of Hush (All Over the World)”
2. „(I'm Caught Between) Goodbye and I Love You"

- Singiel 7” wydany w Wielkiej Brytanii w 1976 przez A&M Records) – (AMS7219)

1. „There's a Kind of Hush (All Over the World)”
2. „(I'm Caught Between) Goodbye and I Love You"

- Singiel 7” wydany w Japonii w 1976 przez A&M Records – (CM-2001)

1. „There's a Kind of Hush (All Over the World)”
2. „(I'm Caught Between) Goodbye and I Love You"

### I Need to Be in Love
- Singiel 7” wydany w USA w 1976 przez A&M Records – (A&M 1828)

1. „I Need to Be in Love"
2. „Sandy"

- Singiel 7” wydany w Japonii (promo) w 1976 przez A&M Records) – (CM-2020)

1. „I Need to Be in Love"
2. „Sandy"

### Goofus
- Singiel 7” wydany w USA w 1976 przez A&M Records – (A&M 1859)

1. „Goofus"
2. „Boat to Sail"

### Breaking Up Is Hard to Do
- Singiel 7” wydany w Japonii w 1976 przez A&M Records – (CM-2025)

1. „Breaking Up Is Hard to Do"
2. „I Have You"

### I Have You
- Singiel 7” wydany w Meksyku w 1978 przez A&M Records – (AM-064)

1. „I Have You"
2. „Sweet, Sweet Smile"